# خاک و آتش
خاک و آتش فیلمی به کارگردانی مهدی صباغ‌زاده، نویسندگی هوشنگ یونسی و مهدی صباغ‌زاده و تهیه‌کنندگی محمد قهرمانی محصول سال ۱۳۸۹ است.

## خلاصه داستان
در سال ۱۹۱۶ کلنل کیت به بهانه ایجاد خطوط تلگراف به بلوچستان می‌آید. عیدو خان بی خبر از نقشه اش او را پذیرا می‌شود. اما جی‌اند(جهان‌دار) پی به حیله کلنل برده و به مبارزه با آنان می‌پردازد و در این راه...

## بازیگران
| بازیگر        | نقش      |
| فریبرز عرب‌نیا | جی اند   |
| میترا حجار    | شرنگوک   |
| فرامرز صدیقی  | عیدوخان  |
| احمد نجفی     | کلنل کیت |
| جواد نظری     | جهان     |

## جشنواره‌ها
- بیست و نهمین جشنواره بین‌المللی فیلم فجر - ۱۳۸۹